# 클래런스 "게이트마우스" 브라운
클래런스 "게이트마우스" 브라운(영어: Clarence "Gatemouth" Brown, 1924년 4월 18일 ~ 2005년 9월 10일)는 미국의 루이지애나와 텍사스 출신의 음악가였다. 그는 블루스 뮤지션으로 가장 잘 알려져 있지만, 오래된 블루스, 컨트리, 재즈, 케이준 음악, R&B 스타일을 합성하여 그의 경력을 퓨리즘에 바쳤다. 그의 작품은 또한 로큰롤, 록, 포크, 일렉트릭 블루스와 텍사스 블루스도 포함하고 있다.
그는 인정 받는 다중 악기 연주자로 기타, 바이올린, 만돌린, 비올라, 하모니카, 드럼을 포함한 다양한 악기를 연주했다. 그는 블루스 바이올린의 가장 영향력 있는 연주자 중 한명으로 간주되고 있으며 미국의 바이올린 계에 엄청난 영향력을 행사하고 있다.
브라운의 가장 큰 음악적 영향은 루이스 조던, T-본 워커, 그리고 카운트 베이시였다. 그의 독창적인 기타 스타일은 기타 슬림, 앨버트 콜린스, 조니 "기타" 왓슨을 포함한 많은 블루스 및 록 기타리스트들에게 영향을 주었다.

## 생애
클래런스 "게이트마우스" 브라운은 1924년 4월 18일 미국 루이지애나주 빈턴에서 태어났고 텍사스주 오렌지에서 자랐다. 그의 직업적인 음악 경력은 1945년 텍사스의 샌안토니오에서 드럼을 치면서 시작되었다. 그는 "게이트마우스"라는 별명을 가진 고등학교 교사로부터 얻었다. 1947년 돈 로베이의 브론즈 피콕 휴스턴 나이트 클럽에서 T-본 워커의 콘서트에 참석한 그의 경력은 활기를 띠었고, 워커는 병에 걸렸고, 브라운은 기타를 들어 "게이트마우스 부기"의 청중에게 즉시 바쳤다.

## 음반 목록

### 오리지널 음반
- 1972 The Blues Ain't Nothin'  (Black and Blue)
- 1973 Cold Storage (Black and Blue)
- 1973 Sings Louis Jordan (Black and Blue)
- 1973 Drifter Rides Again (Barclay)
- 1974 Gate's on the Heat (Barclay)
- 1974 Down South in Bayou Country (Barclay)
- 1975 Bogalusa Boogie Man (Barclay)
- 1976 Blackjack (Music Is Medicine)
- 1977 Heatwave (with Lloyd Glenn) (Black and Blue)
- 1979 Makin' Music (with Roy Clark) (One Way)
- 1981 Alright Again! (Rounder)
- 1982 One More Mile (Rounder)
- 1986 Real Life (Rounder)
- 1989 Standing My Ground (Alligator)
- 1992 No Looking Back (Alligator)
- 1994 The Man (Verve/Gitanes)
- 1996 Long Way Home (Verve/Gitanes)
- 1997 Gate Swings (Verve/Gitanes)
- 1999 American Music, Texas Style (Verve/Blue Thumb)
- 2001 Back to Bogalusa (Verve/Gitanes)
- 2004 Timeless (Hightone)